# Adam Bamme
Adam Bamme († 6. Juni 1397) war ein englischer Goldschmied und Politiker, der im 14. Jahrhundert zwei Amtszeiten als Lord Mayor of London absolvierte.

## Leben und Wirken
Bamme ist erstmals 1369 urkundlich belegt. Er war damals Goldschmiedemeister und Mitglied der Londoner Livery Company der Goldschmiede und nahm 1369 den ersten von insgesamt sechs Lehrlingen an. Er erwarb sich einen Ruf als geschickter Handwerker, der ihm einen Platz als Hauptlieferant für den Haushalt von John of Gaunt, 1. Duke of Lancaster einbrachte.
Bamme bekleidete im Laufe seines Lebens eine Vielzahl politischer Ämter. In den Jahren 1382–1383 war er einer der Sheriffs der City of London und nacheinander Stadtrat (Alderman) für die Stadtbezirke Aldersgate (1382–1384), Cripplegate (1384–1385 und 1387–1388), Cheap (1388–1393) und Lime Street (von 1393 bis zu seinem Tod). Im September 1388 nahm er als Abgeordneter für London an den Sitzungen des Unterhauses des Englischen Parlaments.
Bamme trat seine erste Amtszeit als Lord Mayor der City of London im Jahr 1390 an, als Nachfolger von William Venour. Während dieser Amtszeit handelte Bamme den Kauf einer sehr großen Menge Getreide aus, um es in Erwartung künftiger Engpässe in der Stadt zu lagern. Dieser Akt war bei den Bürgern der Stadt sehr beliebt und verhalf Bamme zu einer zweiten Amtszeit im Jahr 1397. Ebenfalls während seiner ersten Amtszeit erließ er eine Proklamation, um den anhaltenden politischen Streit zwischen den Anhängern der beiden vorherigen Lord Mayor Nicholas Brembre und John Northampton zu beenden.
Unter König Richard II. erwarb er ein Anwesen in Wilmington und weitere Ländereien in Kent.
Bamme beendete seine zweite Amtszeit als Lord Mayor nicht. Er starb am 6. Juni 1397 im Amt, und Richard II. wählte seinen Nachfolger Richard Whittington. Er wurde in der St. George Botolph Lane beigesetzt.

## Privates
Bamme war zweimal verheiratet. Seine erste Frau, die er 1375 heiratete, war die Witwe eines anderen Goldschmieds, während seine zweite Frau eine dreifach verwitwete, wohlhabende Erbin war, die Tochter von John Stodeye, einem Winzer und Unterhausabgeordneten. Er hatte einen Sohn, Sir Richard Bamme, dessen Sohn wiederum als High Sheriff of Kent diente. Ein anderer Goldschmied, Henry Bamme, könnte sein Bruder gewesen sein; letzterer folgte ihm als Stadtrat von Aldersgate.